# Янь Сюэтун
Янь Сюэту́н (кит. упр. 阎学通, пиньинь Yán Xuétōng; род. 7 декабря 1952, Тяньцзинь) — китайский учёный-международник[неизвестный термин], сторонник реализма в теории международных отношений, глава факультета международных отношений Университета Цинхуа, профессор. Входит в ТОП-100 влиятельных исследователей мира по версии американского журнала «Международная политика».

## Биография
Янь Сюэтун окончил Хэйлунцзянский университет в 1982 году, в 1986 магистратуру Китайского института международных отношений в Пекине. В 1992 году получил степень доктора политических наук в Калифорнийском университете в Беркли. Является членом Комитета дружбы Китай-Япония 21 века, директором Китайской ассоциации мирного объединения, китайской ассоциации содействия ООН, членом Всекитайского собрания народных представителей, вице-председателем Китайской ассоциации американистики, членом Совета по безопасности Китая в Азиатско-Тихоокеанском регионе, адъюнкт-профессором Университета национальной обороны Народно-освободительной армии Китая, старшим научным сотрудником Комитета национальной безопасности КПК.
С 2000 года возглавляет Институт международных исследований университета Цинхуа в Пекине, с 2006 года — один из главных редакторов журнала о международной политике The Chinese Journal of International Politics.

## Теория морального реализма
Одним из наиболее значимых результатов деятельности учёного в области теории международных отношений стала разработка теории морального реализма (道义现实主义), в которой Янь Сюэтун объединил идеи китайских философов древности с основными теоретическими положениями школы реализма. Одно из центральных понятий в теории морального реализма — это политическая сила (政治实力), которая, по мнению ученого зависит от моральных качеств правителя. По мнению Яня увеличение власти на международной арене возможно не только за счет наращивания военной или экономической силы, но и за счет увеличения политической силы, в основе которой лежит соблюдение норм морали во внутренней и внешней политике. Моральные качества супердержавы также влияют на весь мировой порядок и могут стать гарантом стабильности международных отношений.

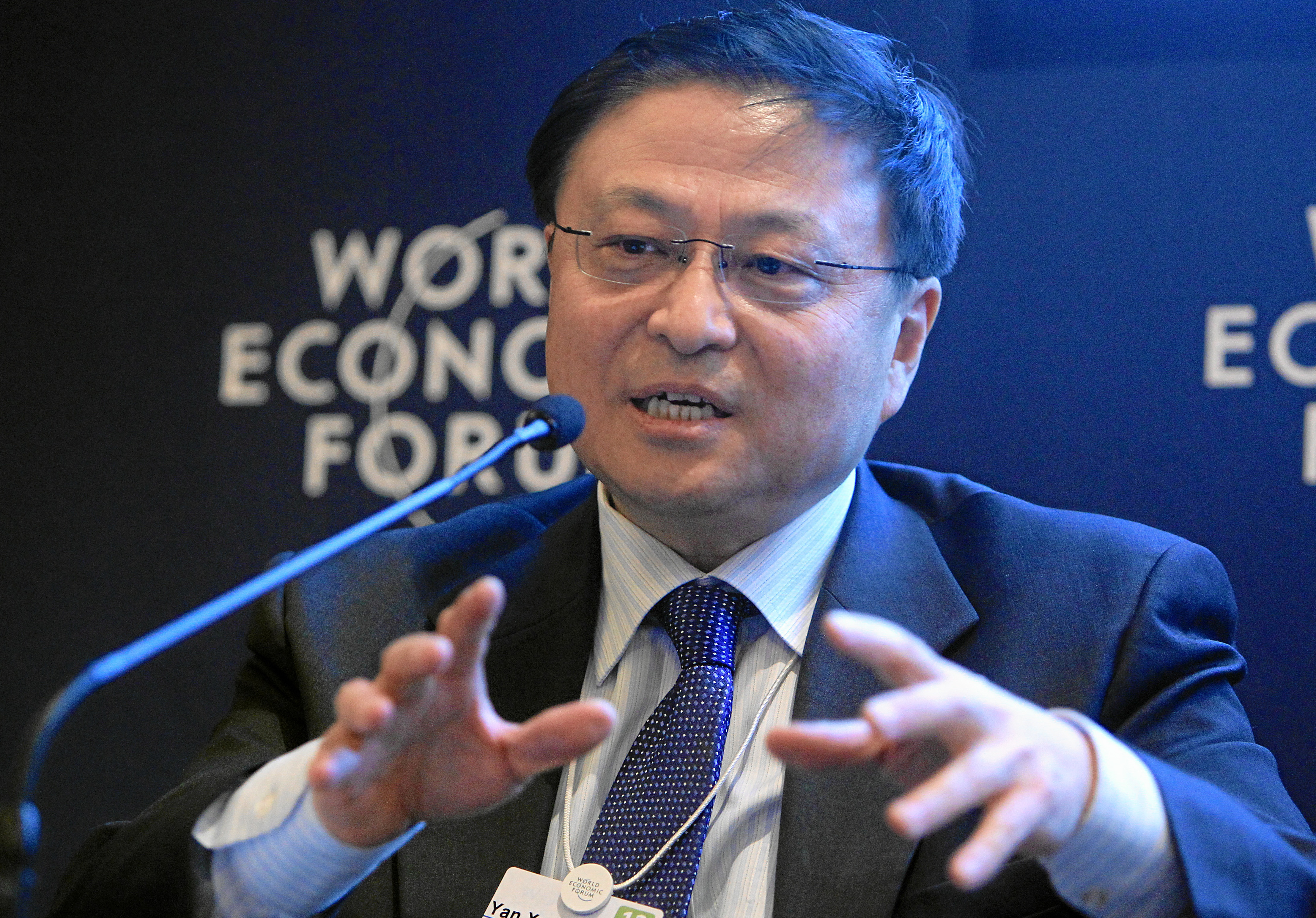

Главные исследовательские вопросы теории морального реализма заключаются в следующем: при каких условиях возвышающееся государство (КНР) сможет превзойти существующую супердержаву (США) и как будет происходить процесс перераспределения власти от супердержавы к возвышающемуся государству. Такая узкая направленность теории подверглись критике, так как при попытке разработать универсальную теорию международных отношений автор по сути руководствуется интересами конкретного государства.

## Работы
- Древняя китайская мысль, современная китайская власть (Принстонский университет, 2010)
- Практические методы международных исследований — второе издание (2007)
- Международная политика и Китай (2005)
- Анализ национальных интересов Китая (1996)
- Размышления о мировом лидерстве и последствиях (2009)
- Анализ международных отношений (2008)
- Мир и безопасность в Восточной Азии (2005)
- Китай и безопасность в Азиатско-Тихоокеанском регионе (1999)
- Пре-циньские размышления китайцев о международных отношениях (2008)